# Francisco (canção)
Francisco é uma canção feita para a visita do Papa Francisco ao Brasil para a Jornada Mundial da Juventude de 2013 (abreviada por JMJ Rio 2013). O intuito da composição era de realizar, no dia da missa de encerramento do evento – ou missa de envio –, o maior flash mob do mundo, em homenagem ao Sumo Pontífice.

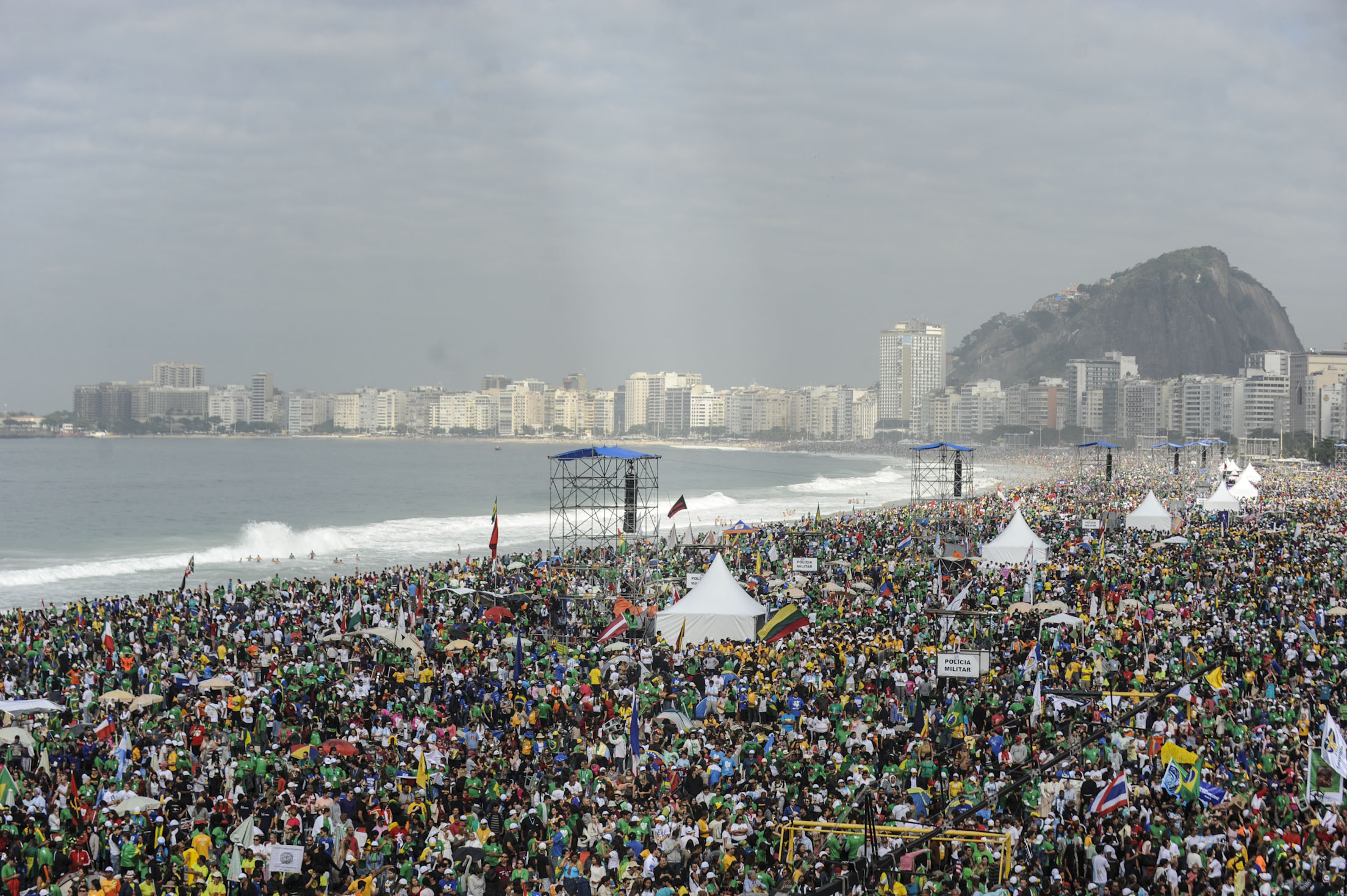
Missa de envio da JMJ Rio 2013, em Copacabana, quando foi feito o flash mob.

## Preparação
Entrevistado pelo portal G1, o diretor artístico da JMJ, e um dos compositores da canção, Edson Erdmann, relatou que a coreografia foi criada pela bailarina carioca Glaucia Geraldo. "Temos que usar novas linguagens, a nova geração pensa assim. A música já está tocando nas rádios católicas. É um rock com alto astral. A coreografia é muito fácil. Até a minha avó poderá fazer. Vamos nos divertir, mas por trás de toda essa brincadeira está a união, mostrar o que a união é capaz de fazer", disse ele.
Para que a coreografia fosse aprendida pelos peregrinos, foi feito um vídeo e postado na internet, tendo também ocorrido um ensaio oficial dia 27 de julho, durante a vigília, em Guaratiba. "A música foi composta especialmente pra o evento. A Igreja é moderna. É a nova igreja mostrando a força do jovem. Com o vídeo na internet as pessoas já vão se familiarizando. A ideia é fazer exatamente quando o Papa estiver passando entre as pessoas. Vai ser impressionante”, garantiu.

## O flash mob
O objetivo do comitê organizador da JMJ foi alcançado, já que o evento final contou com 3,7 milhões de pessoas, tendo sido realizado na praia de Copacabana Inicialmente, estava planejada a realização do evento em Guaratiba, num local feito especialmente para a vigília e para a missa de envio, o Campus Fidei, porém o excesso de chuvas causou um alagamento do local, forçando a concentração de todos os acontecimentos da JMJ em Copacabana. A estimativa de pessoas participando da apresentação do flash mob, no entanto, era de 2 milhões de pessoas, superando as expectativas. Bispos, cardeais, padres e diáconos, que se encontravam no palco, junto do Papa, também participaram da dança.